# Paus Paulus I
Paulus I (Rome, geboortedatum onbekend - sterfplaats onbekend, 28 juni 767) was paus van 29 mei 757 tot 28 juni 767. Eerst was hij deken en werd door zijn broer, paus Stefanus II (III), vaak ingezet om onderhandelingen te voeren met de Lombardische koningen.
Na de dood van zijn broer, werd hij gekozen als nieuwe paus. Hij verbeterde de banden met de Franken, de Lombarden, en met het Byzantijnse Keizerrijk, waarmee de opvolgers van Petrus sinds paus Gregorius III niet de beste banden hadden. Hij onderhield de banden tussen de drie. Hij werd door de koning van de Lombarden, Desiderius, en door Pepijn de Korte, de koning van de Franken, aangewezen als arbiter tussen de Romeinse en Lombardische aanspraken op land.
Paulus I stierf op 28 juni 767, hij is een heilige.
Cursief: tegenpaus